# 손창준
손창준(1973년 9월 22일 ~ )은 대한민국의 배우이다.

## 출연 작품

### 텔레비전 드라마
- 2009년 KBS 2TV 《장화, 홍련》
- 2005년 SBS TV 《그 여름의 태풍》
- 2004년 SBS TV 《토지》 ... 조병수 역
- 2001년 SBS TV 《화려한 시절》... 김일우 역(2회~15회 하차)
- 1998년 KBS 2TV 《사랑해서 미안해》
- 1998년 KBS 2TV 《야망의 전설》 ... 대성 역
- 1995년 SBS TV 《사랑의 찬가》
- 1995년 KBS 2TV 《창공》... 나대기 역
- 1994년 SBS TV 《공룡선생》
- 1994년 KBS 2TV 《내일은 사랑》 ... 변홍철 역